# Never Ever (Ciara)
Never Ever è il primo singolo ufficiale estratto dal terzo album in studio di Ciara, Fantasy Ride. La canzone ha un ritmo pop/R&B unito ad un ritmo hip hop.
Il brano, in collaborazione con Young Jeezy, è stato prodotto da Polow da Don e composto dalla stessa Ciara e da Elvis Williams, ed è stato pubblicato nel gennaio 2009.